# Johannes Moser
Johannes Moser (Munich, 14 de junio de 1979) es un violonchelista alemán.

## Biografía
Nacido en una familia de músicos, su madre es la soprano Edith Wiens (* 1950), su padre el chelista Kai Moser y su hermano el pianista Benjamin Moser (* 1981), su tía la soprano Edda Moser, su abuelo el musicólogo Hans Joachim Moser, y su bisabuelo el violinista Andreas Moser.
Johannes Moser comenzó como violinista para luego optar por el chelo perfeccionándose con David Geringas en la Hochschule für Musik „Hanns Eisler“ Berlín. Sus actuaciones han sido con la Berliner Philharmoniker, London Symphony Orchestra, London Philharmonic Orchestra, Symphonieorchester des Bayerischen Rundfunks, Gewandhausorchester Leipzig, Royal Concertgebouw Orchestra, Chicago Symphony Orchestra, New York Philharmonic, Los Angeles Philharmonic, Orquesta de Cleveland, Israel Philharmonic Orchestra, New World Symphony dirigidas por Herbert Blomstedt, Pierre Boulez, Semyon Bychkov, Gustavo Dudamel, Valery Gergiev, Mariss Jansons, Lorin Maazel, Zubin Mehta, Kent Nagano, Riccardo Muti, Yannick Nézet-Séguin, Christian Thielemann y Franz Welser-Möst.
En música de cámara ha compartido el escenario con Joshua Bell, Emanuel Ax, Leonidas Kavakos, Menahem Pressler, James Ehnes, Midori y Jonathan Biss en festivales como Verbier, Schleswig-Holstein, Gstaad, Mehta Chamber Music Festival, Colorado, Seattle y Brevard.
En el 2010 debutó en Buenos Aires con la Orquesta Filarmónica de Dresde dirigida por Rafael Frühbeck de Burgos
Por sus grabaciones ganó el Deutscher Schallplattenpreis y dos veces el „Premio Echo“ de la música clásica como Artista Joven y Artista del año.
Toca en un chelo Andrea Guarneri de 1694 y en uno moderno de Ragnar Hayn.
Desde octubre de 2012 es profesor en la Hochschule für Musik und Tanz Köln.

## Premios
- ECHO Klassik 2017
- Preis der Deutschen Schallplattenkritik 2011[2]
- ECHO Klassik 2008
- ECHO Klassik 2007
- International Tchaikovsky Competition 2002 – Segundo Premio ;[3]

## Discografía
- Edward Elgar & Chaikovski. Johannes Moser, Andrew Manze, Orchestre de la Suisse Romande. PENTATONE PTC 5186570 (2017)
- Serguéi Rajmáninov & Prokófiev - Johannes Moser, Andrei Korobeinikov. PTC 5186594 (2016)
- Antonín Dvořák, Édouard Lalo - Cello Concertos. Johannes Moser, Jakub Hrůša, Prague Philharmonia, PTC 5186488 (2015)